# Championnat national des bagadoù 2017
Le championnat national des bagadoù 2017 est la 68e édition du Championnat des bagadoù. La fédération Sonerion organise tous les ans depuis 1949 ces rencontres autour de la musique bretonne jouée en formation bagad. Les bagadoù adhérant à la fédération sont classés en 5 catégories : près de 90 groupes sur les 150 répertoriés en France et dans le monde y prennent part, sous forme de concours-concerts, en deux manches pour 73 d'entre eux.
Cette édition débute le 12 février 2017, à Brest, par la première manche du championnat de première catégorie et se termine le 5 août 2017, à Lorient, lors de la 47e édition du festival interceltique de la ville.

## Autour de la compétition

### Implication de la fédération Sonerion

Répartition des différents terroirs pour 2017 :
Première catégorie
Seconde et quatrième catégories
Troisième catégorie
Quatrième categorie

Pour les premières manches des quatre premières catégories, Sonerion attribue à chacune un territoire dans lequel les créations des groupes doivent s'ancrer. Ces zones territoriales sont réparties de sorte que l’ensemble des territoires, avec leurs spécificités musicales, soit couvert sur une période de deux ans. En septembre 2016, Sonerion prédéfinit ainsi un cycle pour la période 2017-2024.
Le règlement anniversaire, pour les 70 ans de Sonerion, permettait pour la première fois, en 2016, l'ajout de tout instrument mélodique acoustique non traditionnel transportable. La première manche permet à nouveau aux bagadoù d'utiliser des instruments non traditionnels, en plus de ceux jusque-là autorisés (chant, harpe, violon, clarinette, accordéon...).

### Couverture médiatique
France 3 Bretagne retransmet en direct sur sa page d'accueil les prestations de première catégorie, filmées par An Tour Tan.

### Créations scéniques et discographie
En parallèle des concours, le bagad Bro Kemperle travaille sur l’enregistrement de son album avec le groupe punk Les Ramoneurs de menhirs, dont la sortie est prévue courant mars. Il enchaînera ensuite sur sa saison et la préparation du premier concert commun prévu au Hellfest le 16 juin.
Le bagad Sonerien Bro Dreger collabore avec le guitariste rock Jean-Charles Guichen pour un album.
Le bagad Penhars tourne avec sa création Karonova, teintée de rock et de slam chanté.

## Première catégorie

### Composition et préparation
Quinze bagads concourent en première catégorie, principalement issus du Finistère et du Morbihan. Le bagad Sonerien Bro Dreger est le seul représentant du département des Côtes-d'Armor et celui de Saint-Nazaire le seul pour la Loire-Atlantique.
À la suite de la 67e édition du championnat qui s'est déroulée en 2016, les groupes de Saint-Malo (Quic-en-Groigne) et de Lorient, respectivement arrivés premier et deuxième du championnat de deuxième catégorie, accèdent à la première catégorie. Saint-Malo avait quitté l'élite en 2015 et Lorient en 2014.
Au total, entre 720 et 750 musiciens se présentent sur scène, avec entre 40 et 60 musiciens par groupe. L'ordre de passage fait suite à un tirage au sort réalisé pour toutes les catégories le 20 décembre 2016.

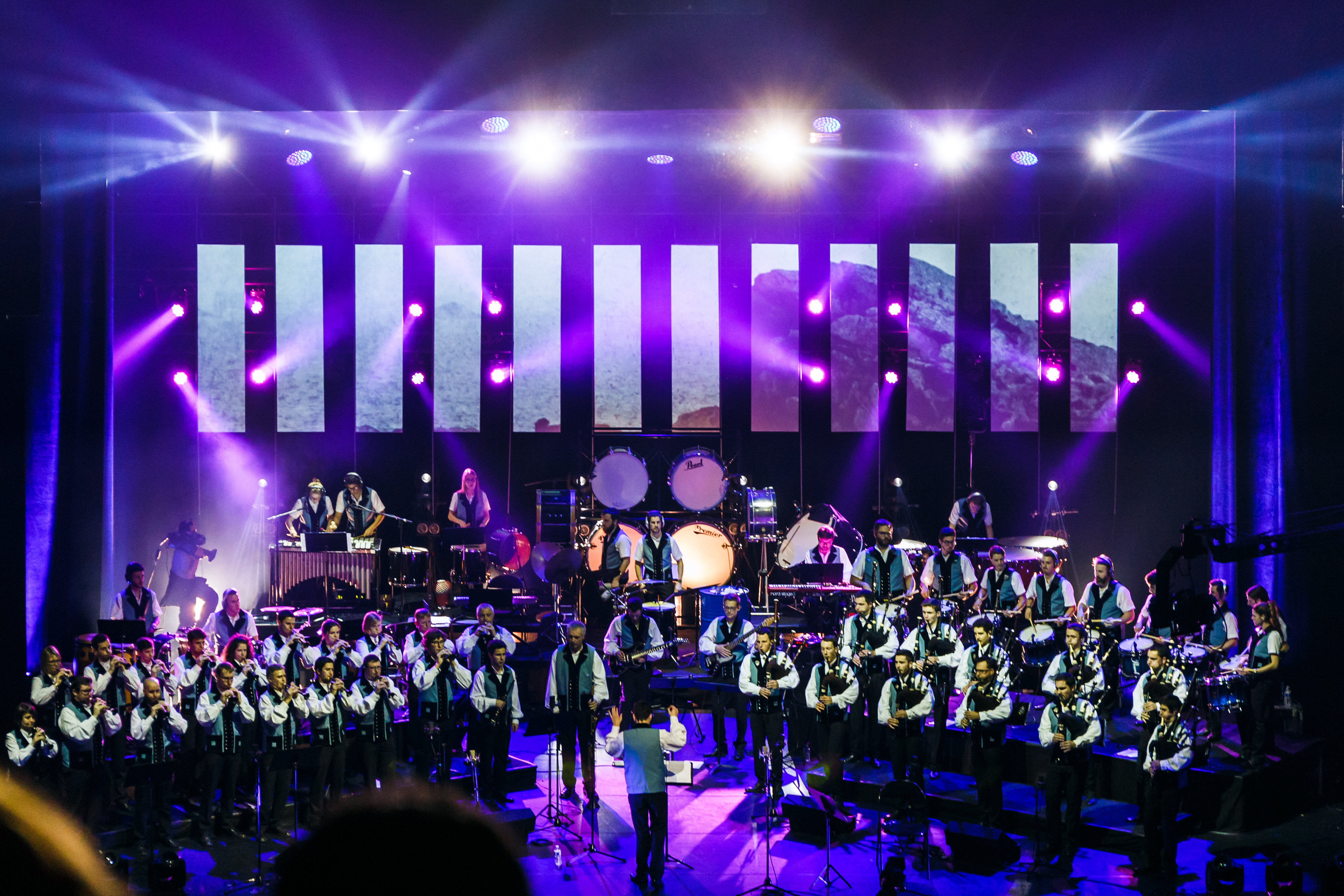
La bagad Melinerion à l'Olympia le 5 février 2017.

Le bagad Cap Caval, tenant du titre depuis deux ans, part favori pour une troisième victoire, comme il l'avait réalisé de 2008 à 2010. Le bagad Kemper, vainqueur de 2011 à 2014, est également le principal challenger. Pour autant, de nombreux groupes sont susceptibles de créer la surprise.
Après avoir obtenu une décevante dixième place, la Kevrenn Alre se dote d'un directeur artistique en la personne de Fabrice Lothodé, ancien penn-soner, et Loïc Le Cotillec est confirmé dans son poste de penn-soner à l'unanimité. Pour le premier rendez-vous de la saison, le bagad alréen répète dès octobre et jusqu'au jour avant avec une représentation au centre culturel Athena. Pour la 5e année consécutive dans l'élite, le bagad Elven espère assurer à nouveau son maintien.
Kemper sonne son spectacle Melezour au Celtic Connections à Glasgow, une semaine avant le concours de Brest et prépare ensuite une nouvelle version du spectacle Fest-Rock avec Red Cardell. Le bagad de Vannes produit son spectacle Contrechamp à l'Olympia (Paris) une semaine avant la première manche. La question d'une année sabbatique s'est donc posée pour les membres du bagad, qui réussissent néanmoins à concilier les répétitions pour les deux créations.
Le bagad de Lorient fête la Saint-Patrick à New York en mars et parade pour l'occasion sur la 5e avenue.

### Épreuve d'hiver à Brest

Carte des terroirs bretons.

Après avoir appliqué un règlement spécial à l'occasion de ses 70 ans, Sonerion revient au système classique. La première épreuve impose à nouveau un terroir musical. Le terroir retenu est le Grand Vannetais, incluant les terroirs Pourlet, Bro Pondi, pays de Baud, haut-Vannetais et bas-Vannetais. Le concours a lieu dans la salle du Quartz à Brest le 12 février 2017. Le jury est constitué de douze membres ; deux par pupitre, trois pour l'ensemble et trois pour le terroir. La pondération des notes tient compte de la proportionnalité des écarts relatifs voulue par chaque juge. La suite doit durer entre neuf et onze minutes et comporter des airs à danser pour moitié.
Les bagadoù de Vannes, Auray, Locoal-Mendon et Pontivy, situés sur le territoire du concours, semblent être plus à l'aise dans le choix, l'arrangement et l'interprétation des répertoires traditionnels. Ainsi, le bagad Roñsed-Mor espère « au moins arriver dans les cinq premiers ».
Ar Meilhoù Glaz s'inspire de la funeste bataille navale qui vit la défaite des insurgés Vénètes face aux troupes romaines en 56 avant J.-C. Le répertoire, basé sur des collectages de Loeiz Le Bras, est composé d'une mélodie (Gwerz ar re varv, « la complainte des trépassés ») ainsi que de laridés et des bals de Rhuys.
Pour leur retour dans l'élite, les « corsaires » malouins de Quic-en-Groigne présentent leur suite Marchands de Revolvers en deuxième position.
La suite Digorit ma c'halon des Melinerion est tripartite : une gavotte pourlet, un cantique pour orgue et bombarde d'où est tiré le nom de la suite, retranscrit par Kevin Haas, lui-même organiste, pour y intégrer hautbois, saxophone soprano, basson, cor et violoncelle et pour finir un laridé-gavotte « construit pour susciter sans cesse l'intérêt de l'auditeur ».
La mélodie An Hentig Bihan est au cœur de la suite de Bro Kemperle, agrémentée de danses (kejaj – c’est-à-dire un mix d’an dro et d’hanter dro – et laridé) et des voix de Morgan Le Coz et Sophie Le Hunsec, spécialistes du répertoire vannetais.
Pour construire Ha pa oan me bihan ha bihan (« du temps que j'étais jeune »), An Oriant s'est appuyé principalement sur des airs collectés auprès de sources féminines du pays de Lorient mais également le pays de Carnac le temps d'un thème du répertoire du sonneur Jean Magadur. Une clarinette, un harmonium indien et un marimba s'ajoutent aux traditionnels pupitres.
La Kevrenn Alré introduit son voyage musical par deux marches (Magadur de Carnac et N'eo ket'n hou ti tavarnouez publiée par Yann-Fañch Kemener) suivies d’un kejaj dont les paroles racontent l’histoire d’un homme malheureux avec sa femme. L’émouvante mélodie Bac’h an turki, chant d’un soldat prisonnier des Allemands, fait le lien entre un kas a barh lorientais et un laridé final.
L’air Dansamb la faridonden, collecté à Landévant, est interprété par Sonerien Bro Dreger sous forme de marche puis de mélodie, avec entre les deux une sonig’’ (petite chanson), Guellan amzer’’.
Tro-ha-tro da Pondi (« autour de Pontivy ») fait la part belle aux laridés-gavottes – introduits par quatre danseurs de la Kerlenn Pondi – et aux airs issus du Sourn. Le sonneur Dominique Mahé chante Hanter Kan-vlez, transmise par son père Loeïz, suivie par Kanenn spontailh ar Maen Faoutet (« la chanson du fantôme de la pierre fendue ») et le groupe Kerbedig interprète le morceau final pour matérialiser l'idée du temps éternel : « on fait du nouveau avec de l'ancien, on transforme une mélodie en chanson à danser ».
Le thème des rois d'Armorique inspire à nouveau Brieg dans Bugale ar Roue (« les enfants du roi ») où il relate les tribulations des six enfants du roi Waroch sur ses terres Vannetaises (hanter-dro et laridé).
La suite du bagad Penhars, Amzer Gwech'all (« le temps passé »), est composée d'une mélodie du même nom, de bals vannetais et d'un laridé-gavotte.
Roñsed-Mor fait appel à Jean-Paul Rieux et Dédé Le Meut pour choisir « des airs très vivants et d'une grande subtilité rythmique ». La marche carnacoise A pe oen dénig yeùank introduit un bal de Crac'h. Pour traduire le chant à répondre vannetais, deux mélodies s'entremêlent : Son a sistr et Bonjour boulom, bonjour bonfam, qui donne son nom à la suite. Les laridés de la côte conduisent à un laridé-gavote, ponctué d'un clin d’œil final.
Dans Me 'm eus paseet pemp c'hwec'h miz kostez Bignan (« J'ai passé cinq ou six mois du côté de Bignan ») Cap Caval a pour fil conducteur une mélodie choisie parmi les nombreuses danses du territoire, présentant également un kas a-barh et un laridé.
Kemper a puisé dans le répertoire chanté d'Aimé Jaffré, tout en s'inspirant du répertoire sonné (Rémi Kergozien, Jean Le Meut, Polig Monjarret), pour la mélodie Kentiz ma splann ar gouloù-deiz et la marche El ma pasen dre er geluen. La suite comporte également des danses : Stang al Laeron (bal de Crac’h), un kas a-barh et un laridé.
Dans Dañs a sailh / Fest a gren’’ (Danse qui saute / Danse qui tremble) Sant Nazer explore deux styles de danses voisins mais différents : une gavotte Pourlet et un laridé du pays de Pontivy.
Sous la direction musicale de Roland Becker, Elven joue une suite historico-musicale baptisée Luscanen que les 60 musiciens appellent « trikot pop », revisitant le Manuscrit de Joseph Mahé (1825). Le pont de Luscanen, entre Vannes et Auray, « était auparavant un lieu de trocs et d'échanges. C'est cette thématique du passage que nous allons jouer avec des danses trikot et laridé ».

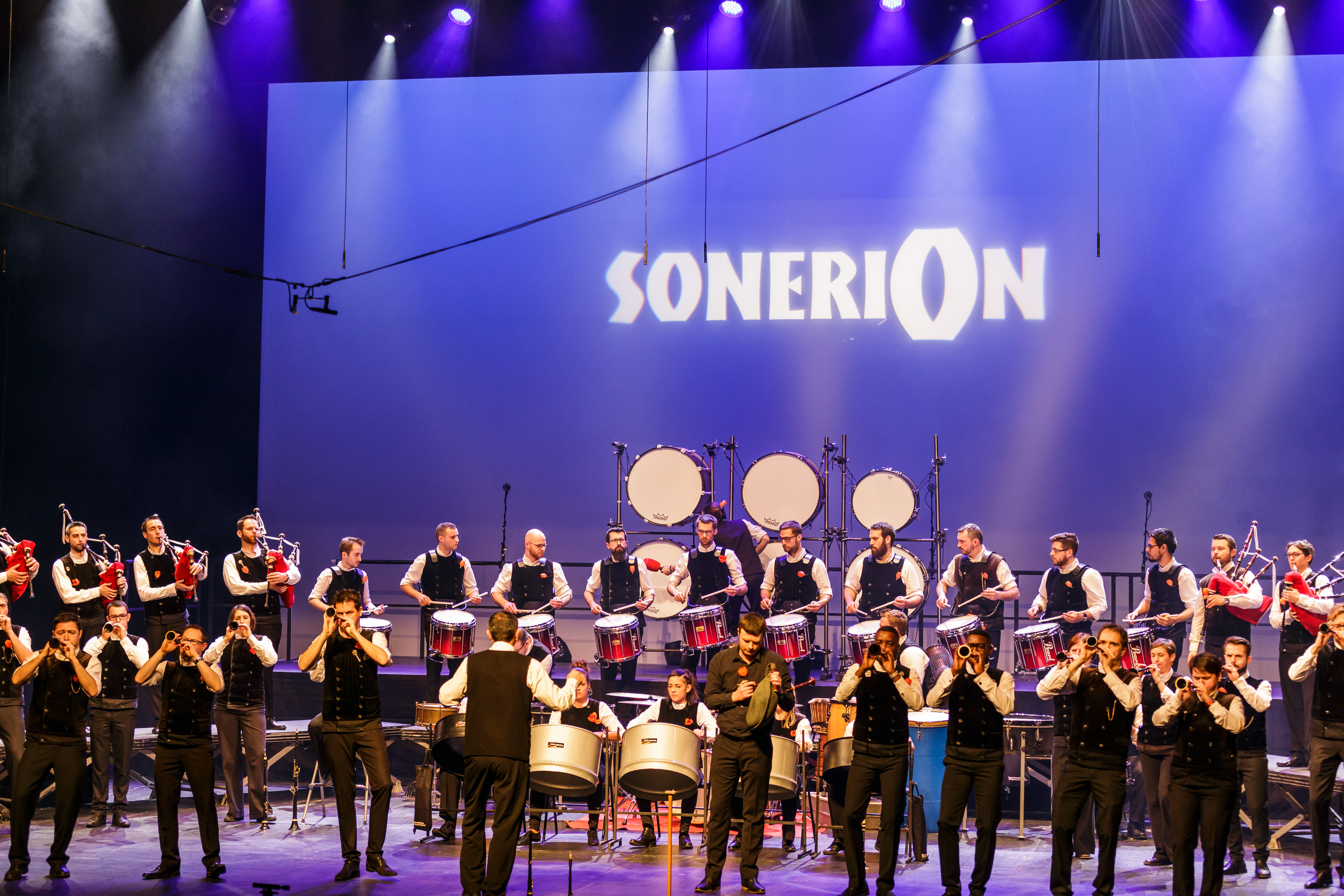
Bagad Cap-Caval
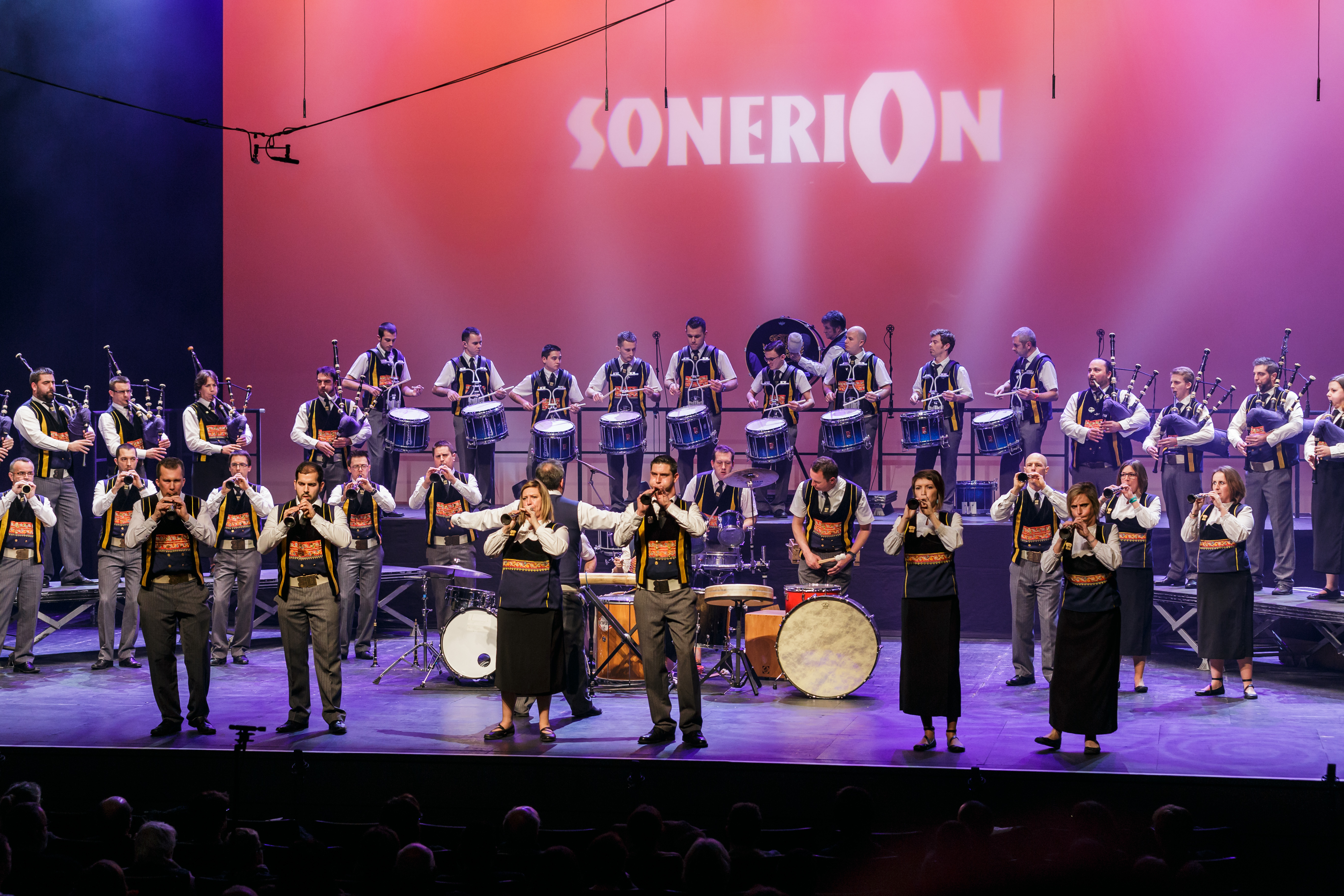
Bagad Kemper
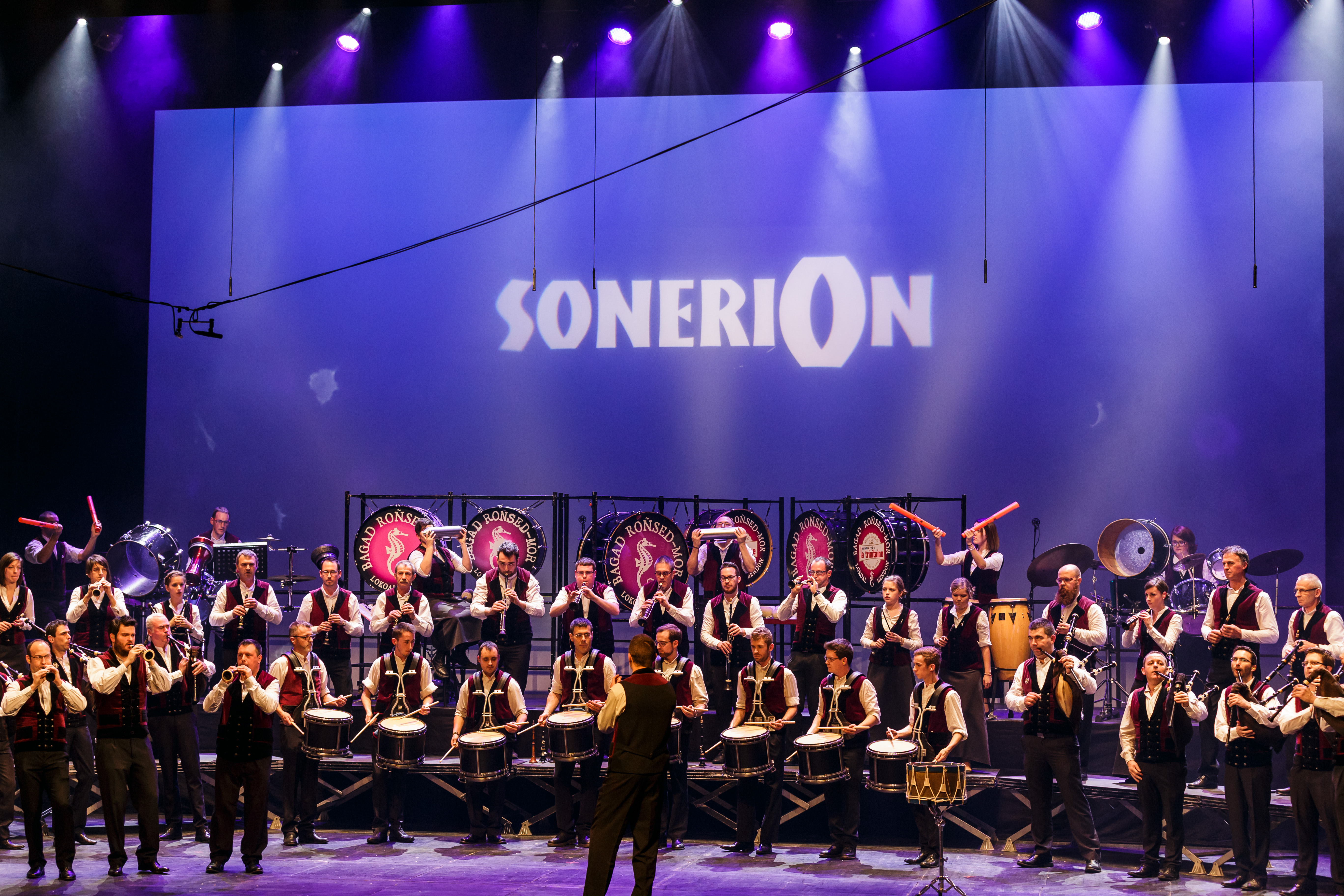
Bagad Roñsed-Mor
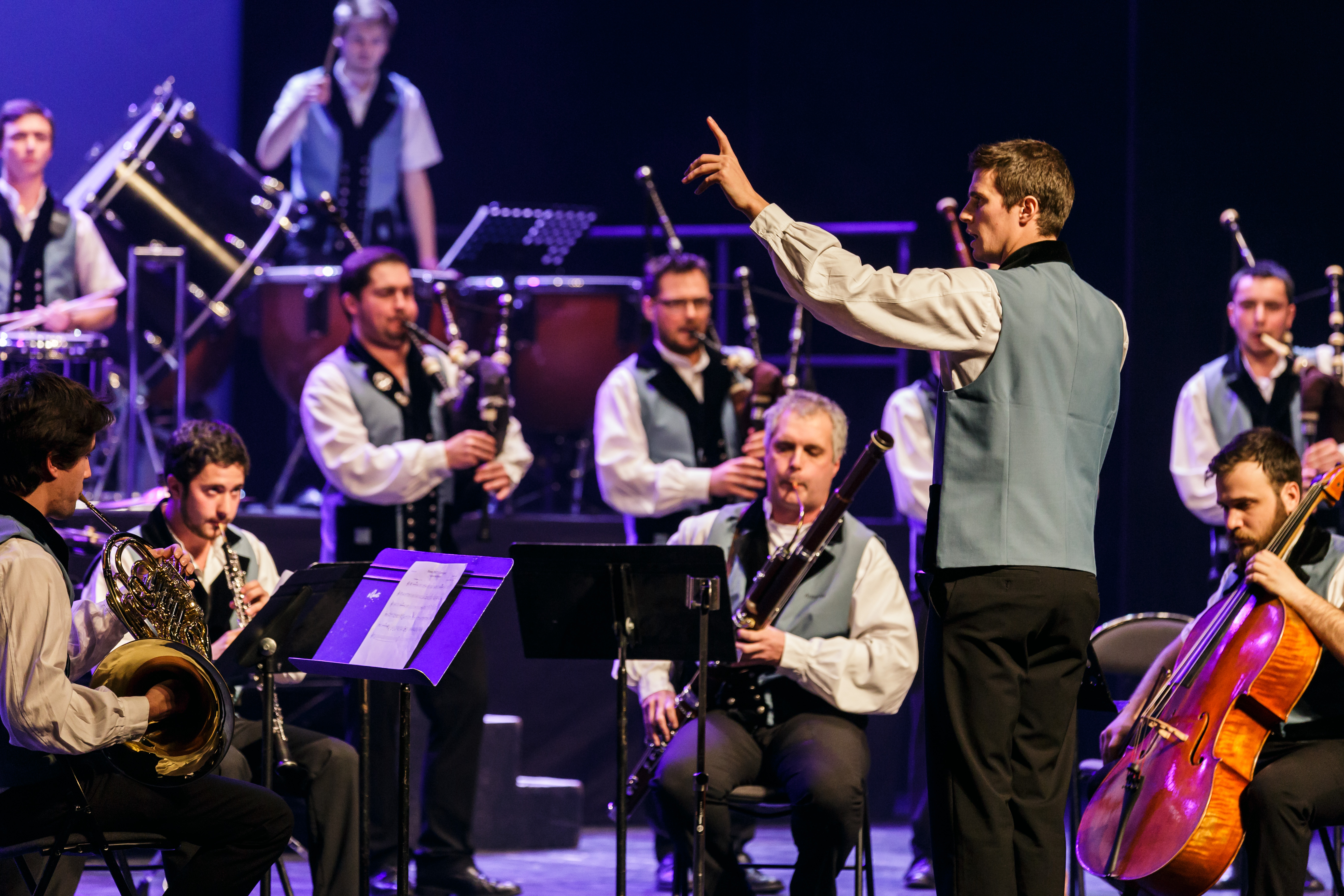
Bagad Melinerion
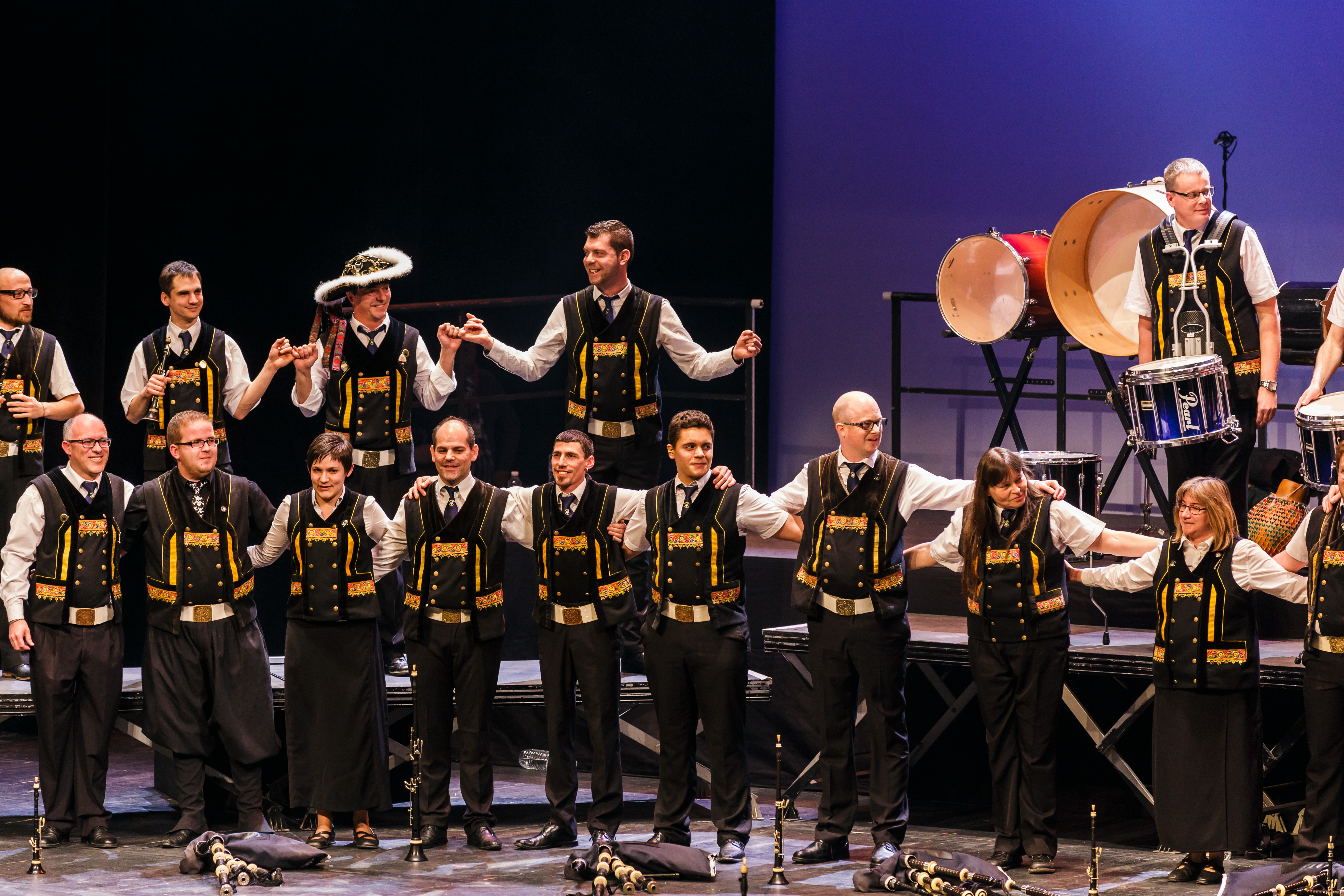
Bagad Brieg
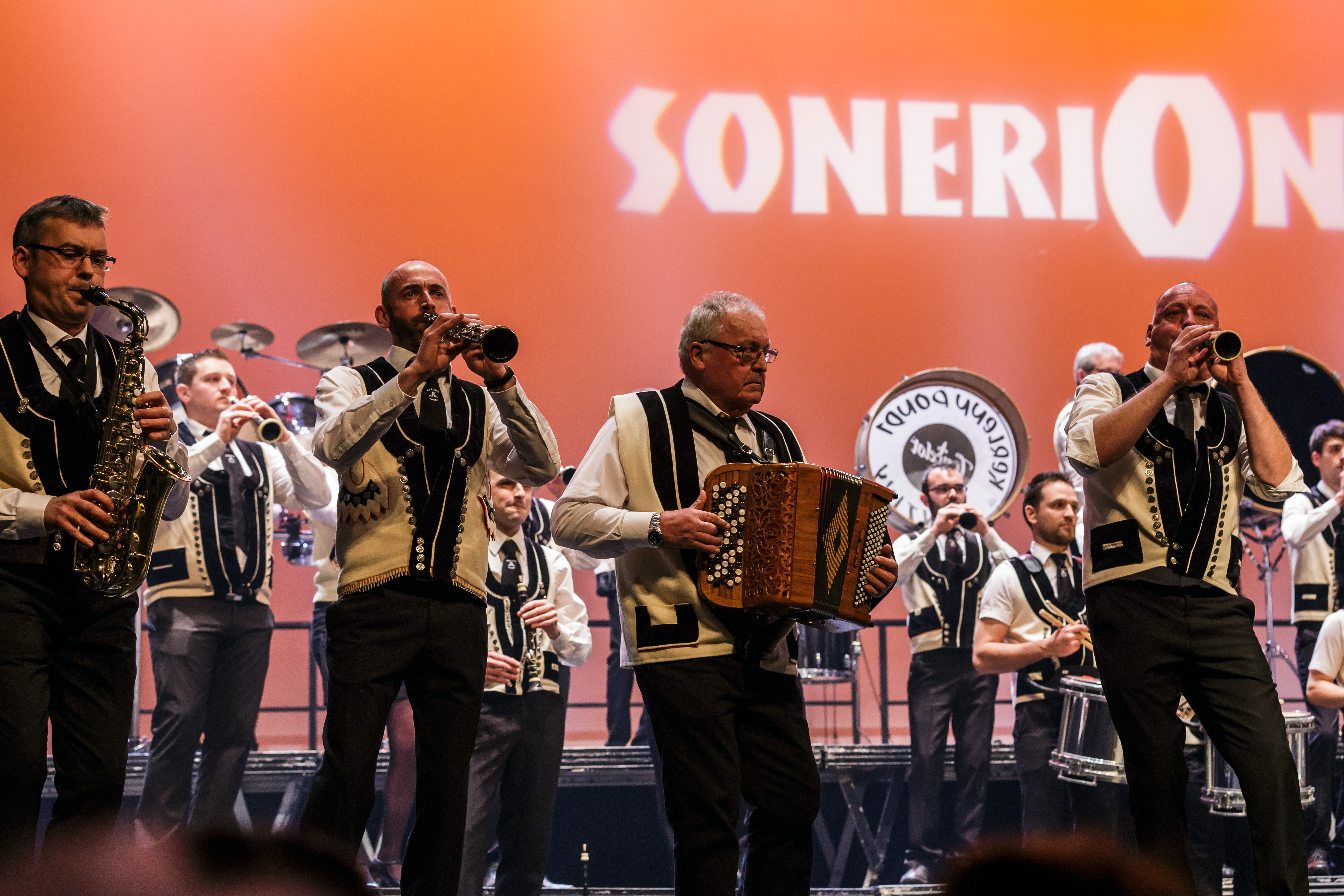
Kerlenn Pondi
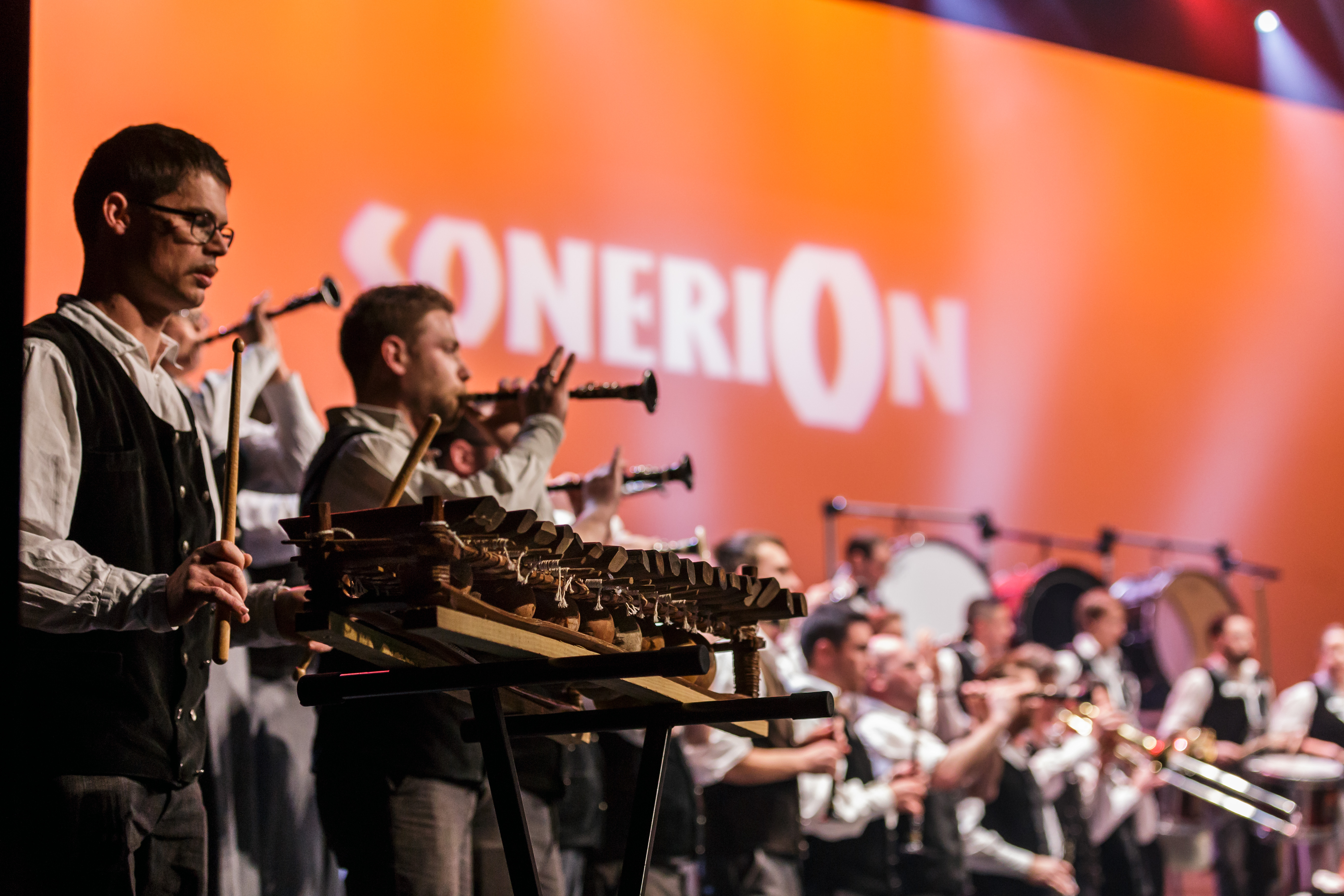
Bagad Sonerien Bro Dreger
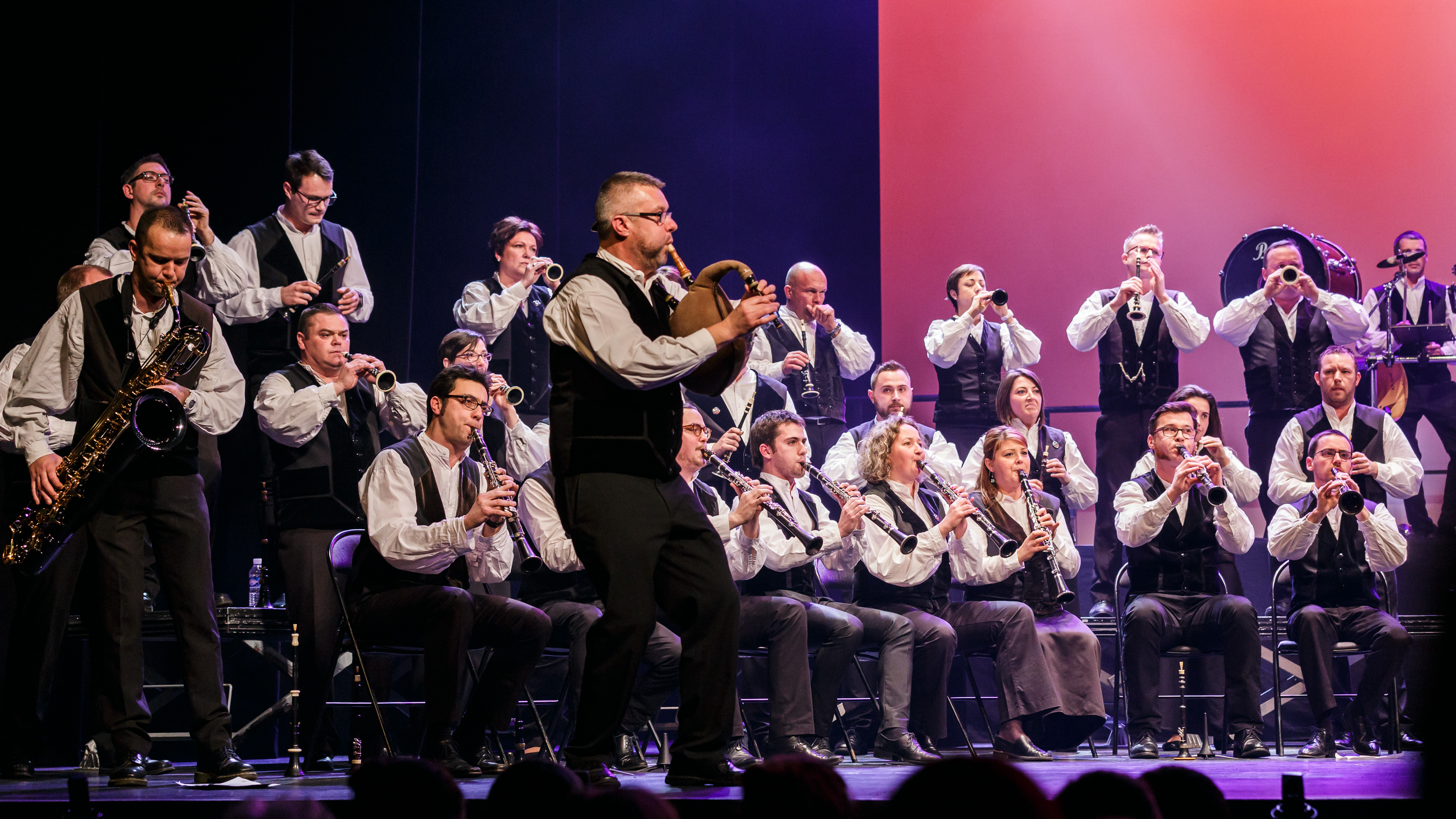
Kevrenn Alré
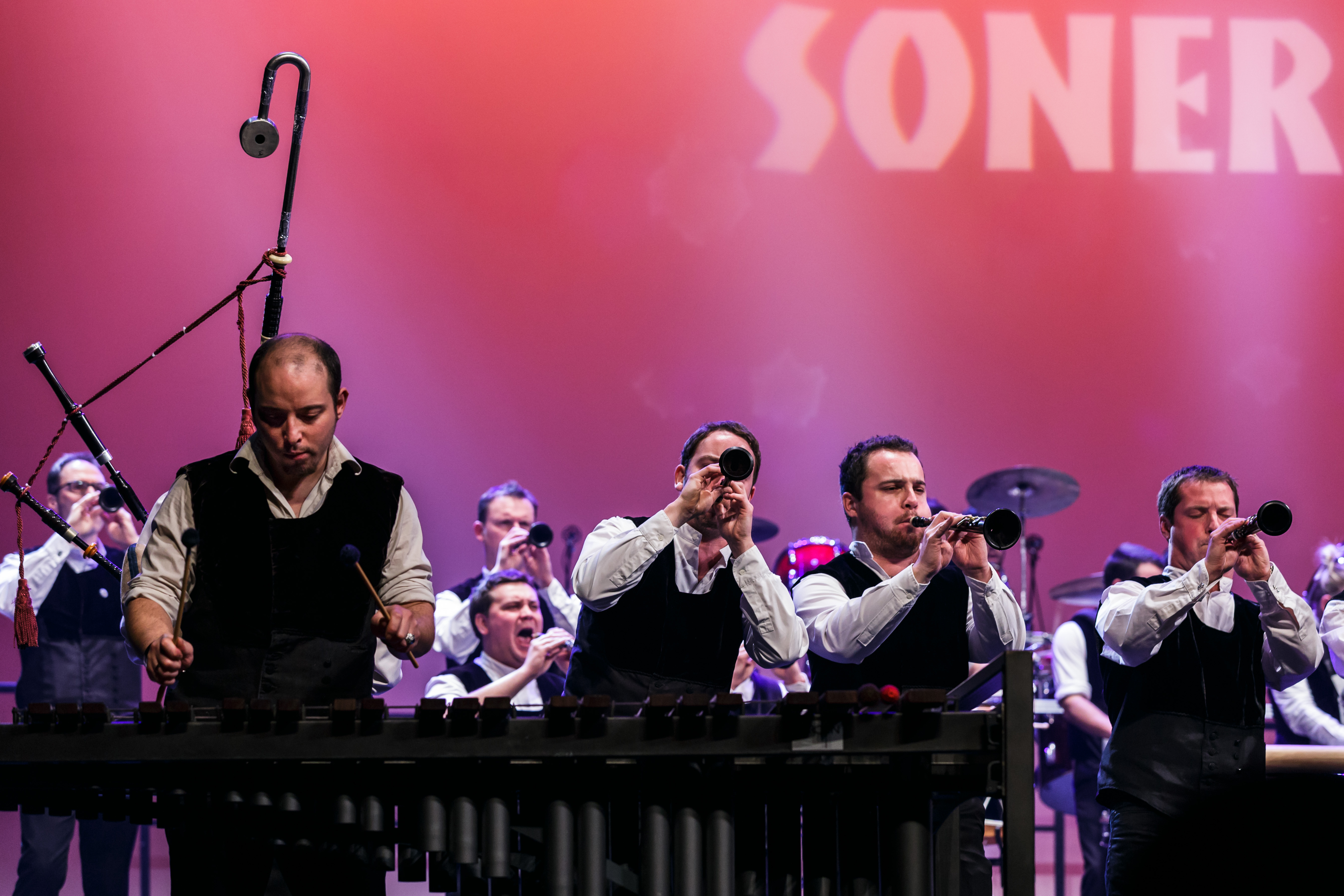
Bagad Sonerien an Oriant
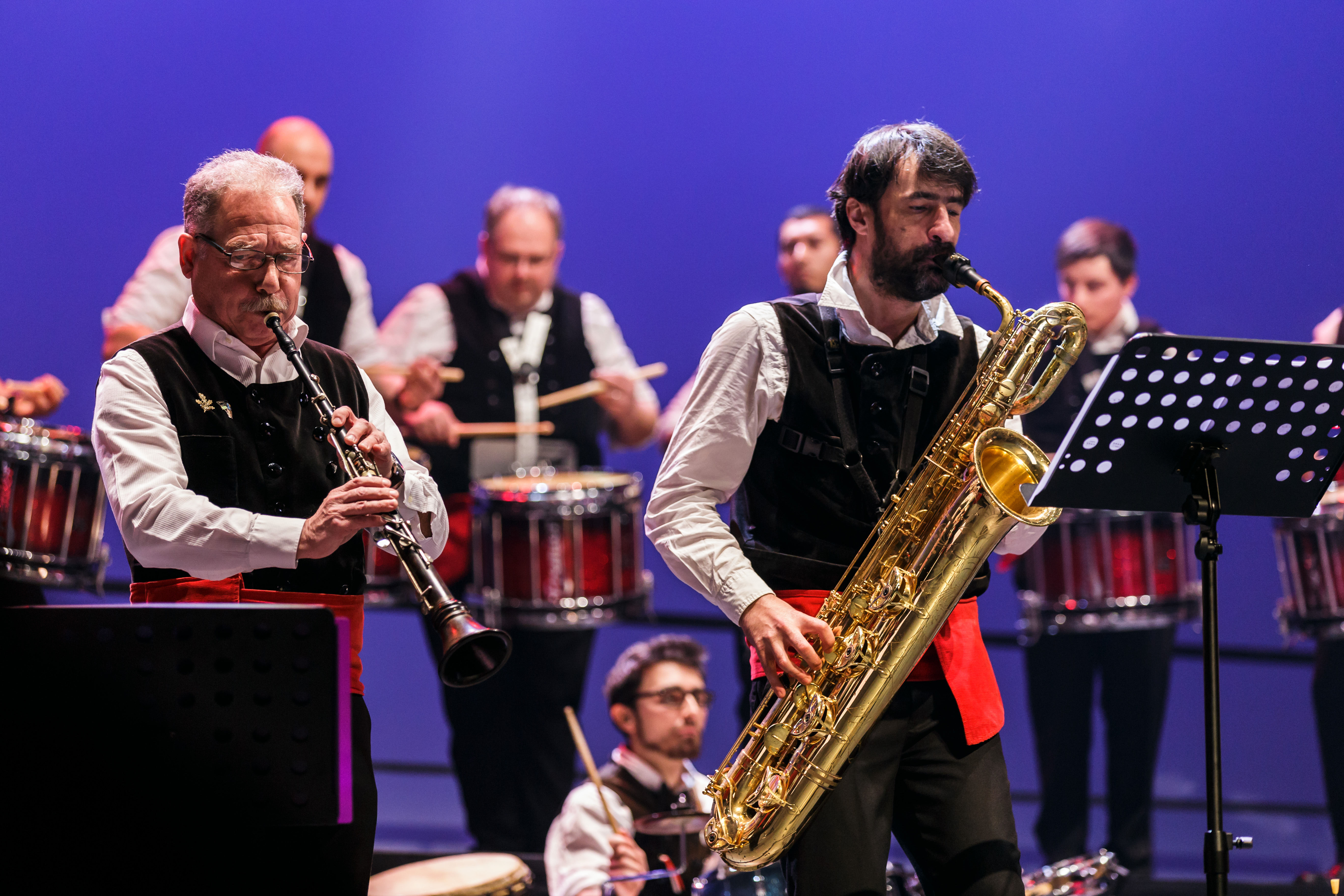
Bagad Bro Kemperle
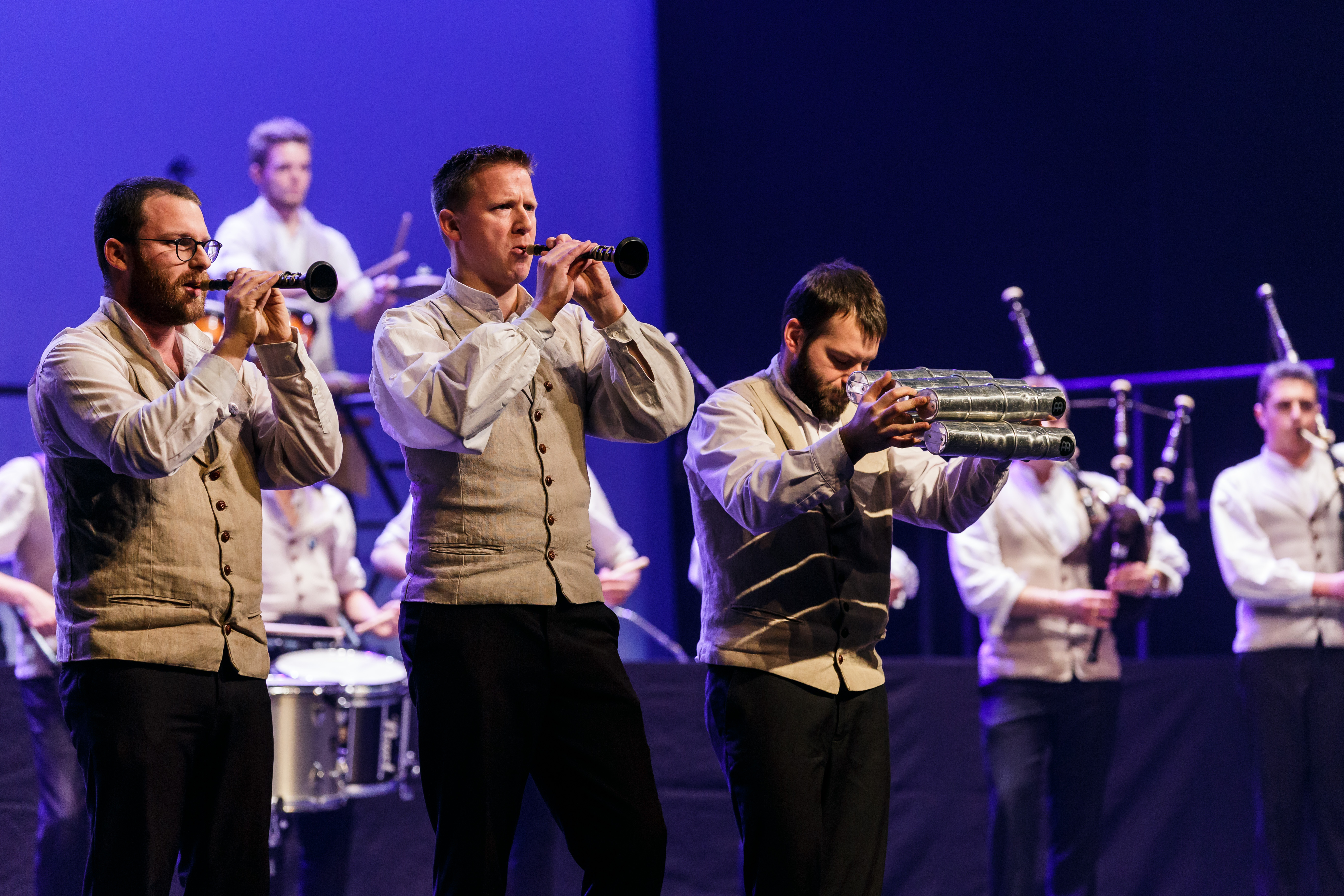
Bagad Quic-en-Groigne
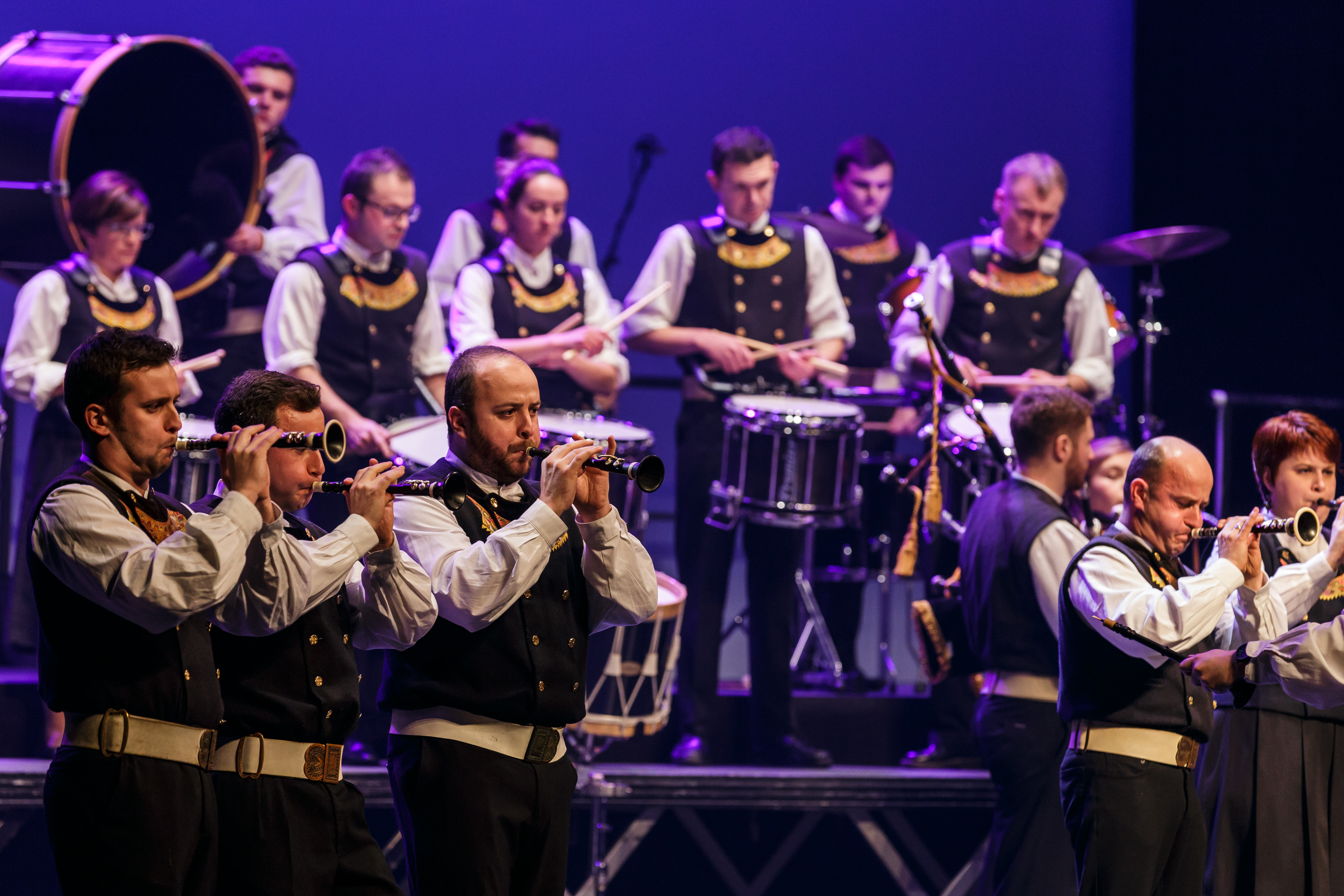
Bagad Ar Meilhoù Glaz
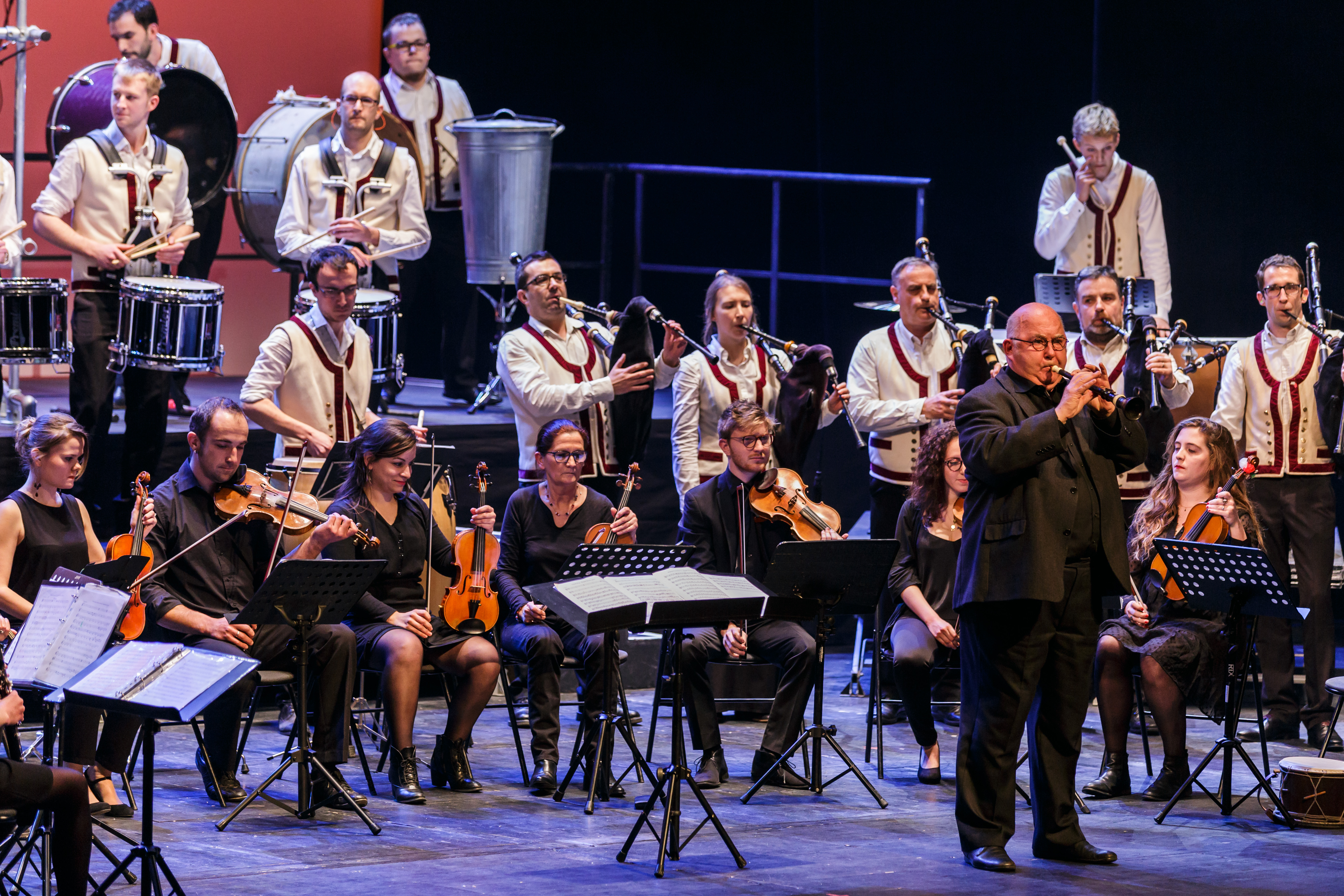
Bagad Elven
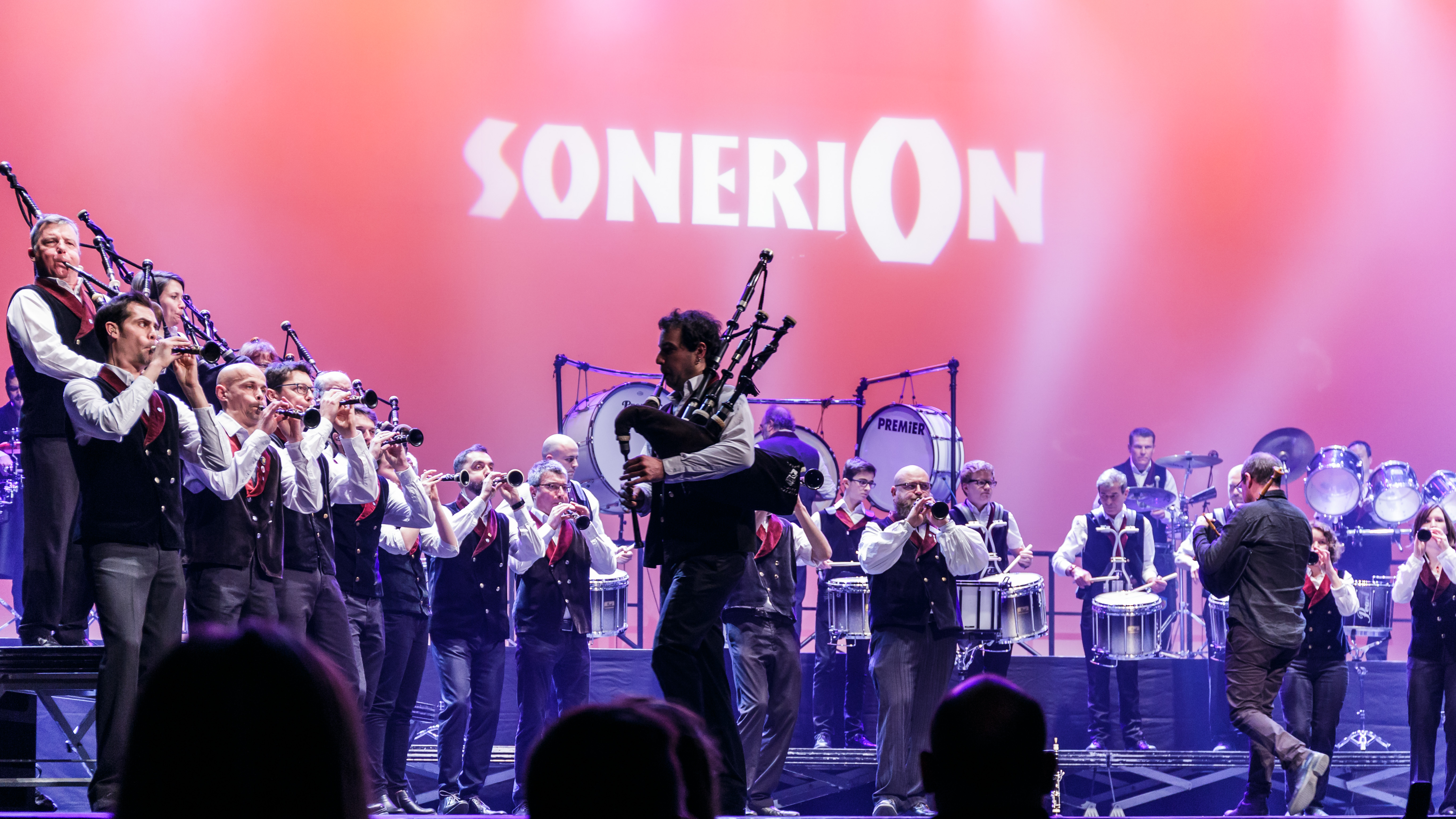
Bagad Sant-Nazer
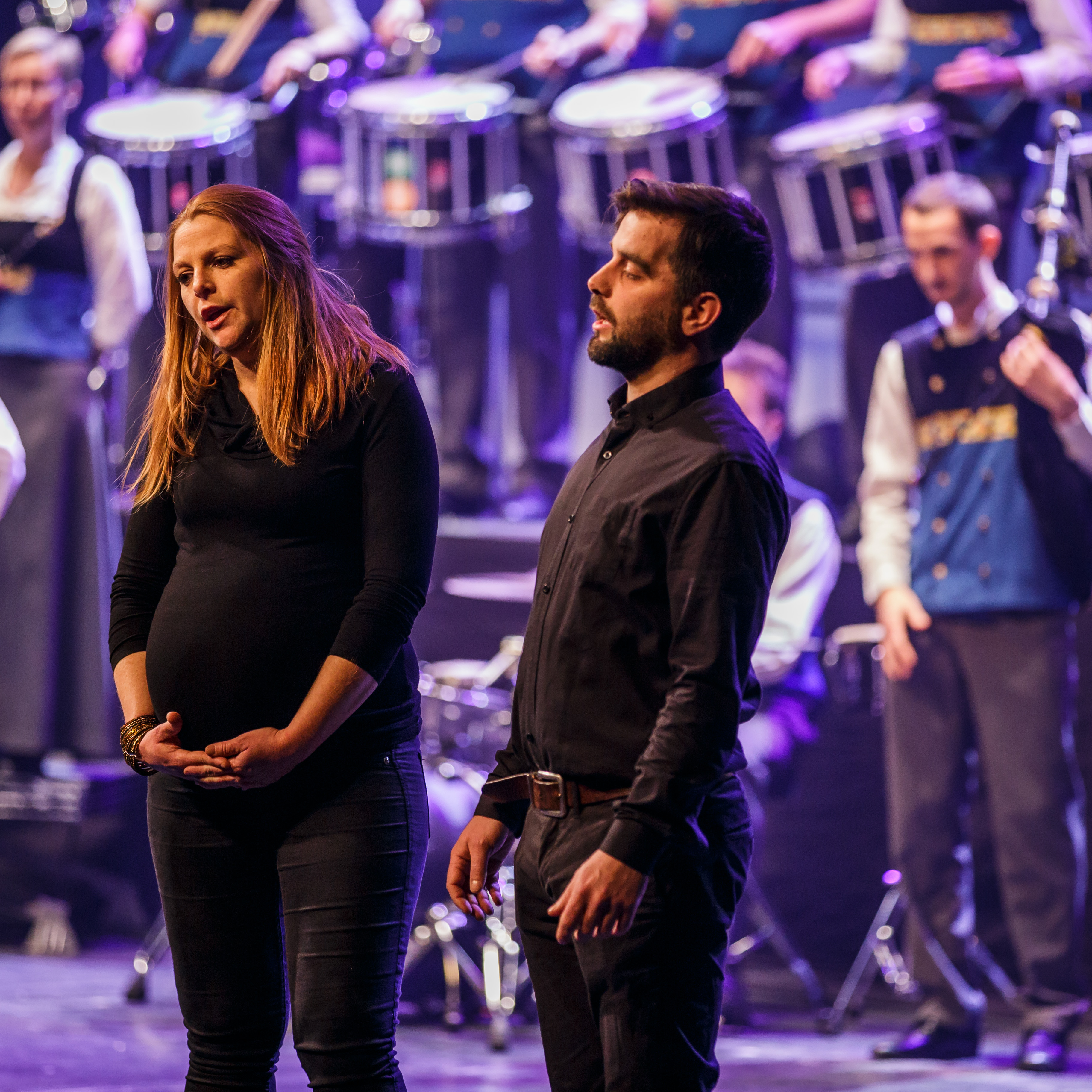
Bagad Penhars
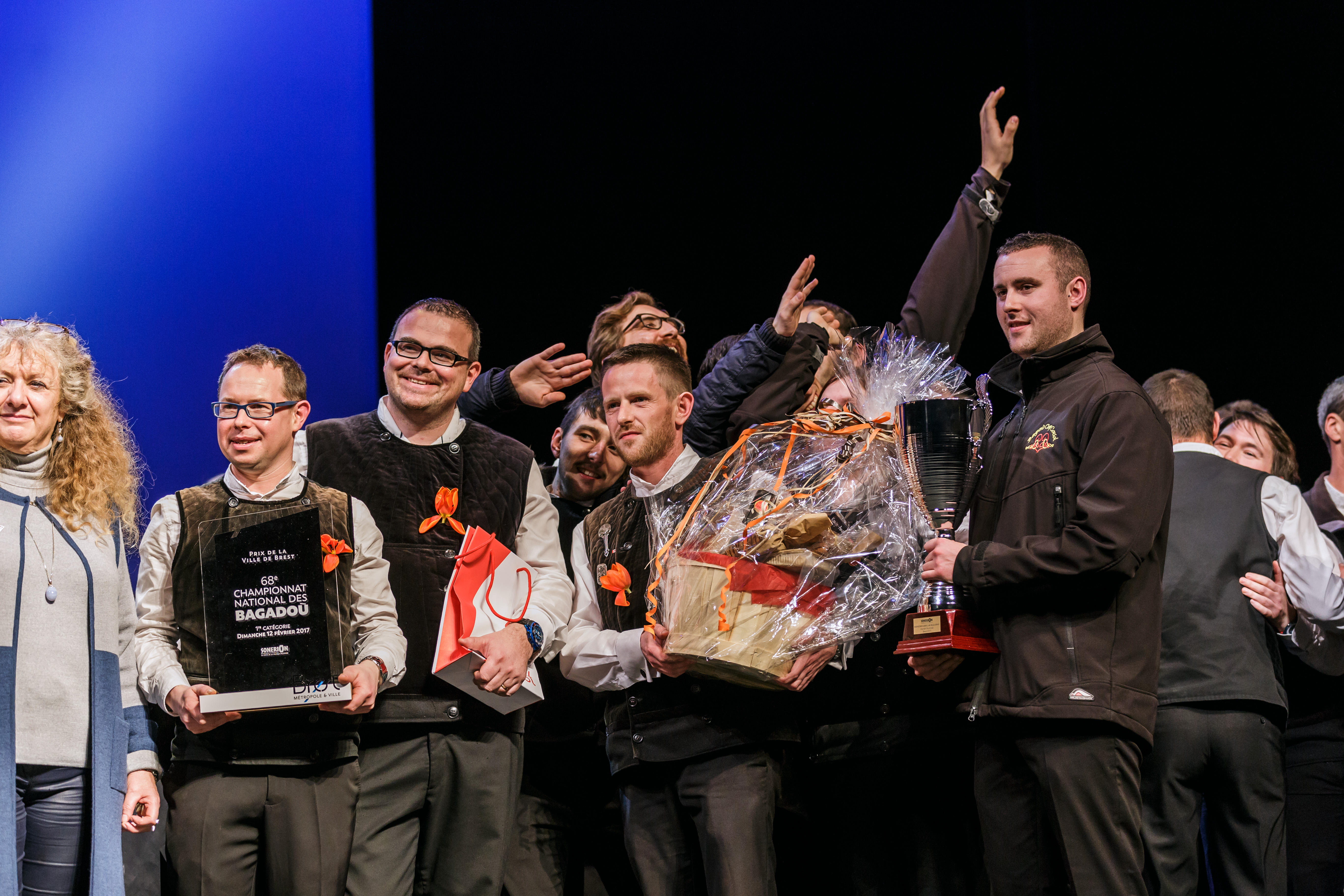
Bagad Cap-Caval

### Épreuve d'été à Lorient

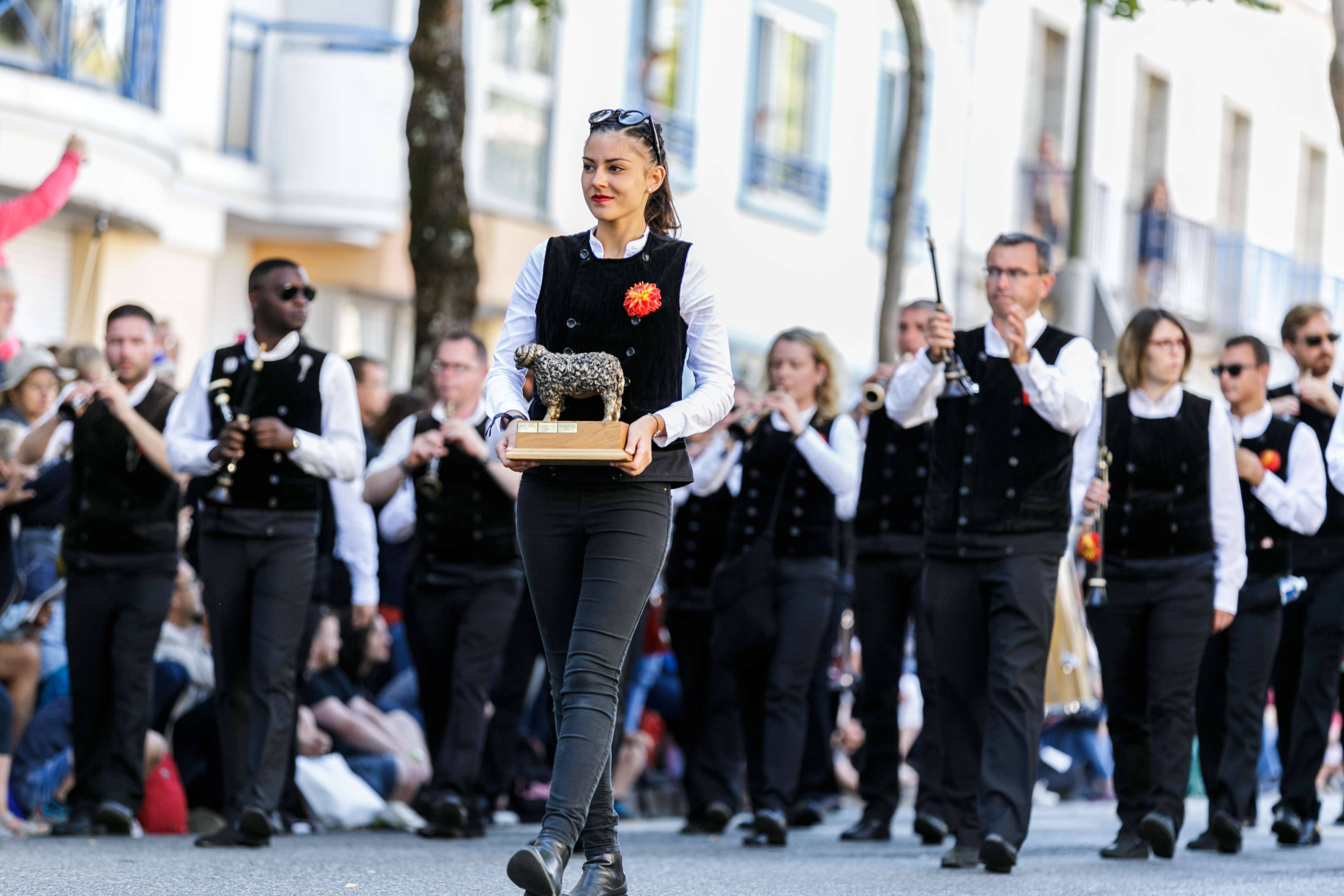
Le maout orné des trois victoires consécutives du bagad Cap Caval

## Deuxième catégorie

### Épreuve de printemps à Saint-Brieuc
L'épreuve se déroule cette année encore à la salle Hermione, et réunit 14 bagad le dimanche 2 avril. Le Bagad Karaez ne participe pas au championnat cette année. C'est le Bagad Plougastell qui monte sur la première marche du podium, suivi de Cesson-Sévigné et Beuzec-Cap-Sizun (venant de descendre de première catégorie).
Il faut souligner la performance du bagad de Combrit, qui se hisse à la quatrième place alors que c'est sa première participation en 2ème catégorie. Le prix terroir (sud Cornouaille) lui est également attribué.

## Troisième catégorie

### Épreuve de printemps à Vannes
Le concours rassemble 12 groupes au palais des congrès le dimanche 26 mars, autour du terroir nantais. La première place et le prix terroir reviennent au bagad de Saint-Yves-Bubry. Il est suivi du bagad de Morlaix et du Glazik Kemper.

### Épreuve d'été
La seconde manche du championnat rassemble dix groupes, contre douze à Vannes lors de la première manche (la kevrenn St Mark et le bagad Eostiged ar menez ayant décidé de ne pas participer à cette seconde manche). Le concours, se déroulant place de la Résistance à Quimper, a vu la victoire du bagad Glazik Kemper (16,41) avec sa suite mettant à l'honneur le Centre-Bretagne, Kervas'plinn, suivi du bagad Bro Felger (16,24) et du bagad Sant-Ewan Bubri (16,03). Au classement général, c'est le bagad Sant-Ewan Bubri qui arrive en tête (16,49), suivi du bagad Glazik Kemper (15,78) et du bagad Bro Montroulez (15,47). Le bagad Glazik Kemper est obligé de se maintenir en troisième catégorie en raison du règlement qui impose une catégorie d'écart entre le bagad "mère" (bagad Kemper) et un de ses bagad-écoles. De ce fait, ce sont le bagad Sant-Ewan Bubri et le bagad Bro Montroulez qui accèdent à la deuxième catégorie. En revanche, exceptionnellement, les deux derniers ne sont pas contraints de descendre en 4e catégorie à cause du nombre trop faible de groupes participant au championnat cette année en 3e catégorie. À noter que les groupes de Guingamp et Plouha, qui n'ont pas fait le championnat cette année, vont décider de se présenter en 2018 en 4e catégorie.

## Quatrième catégorie

### Épreuve d'hiver à Pontivy
La manche se déroule cette année encore au palais des congrès de Pontivy. Le terroir imposé est "Montagne-Basse Bretagne ". Les deux bagadigs (Auray et Pontivy) tout juste descendus de troisième catégorie se hissent tous deux à la première place de leur poule. Dans la poule 2, Le bagadig de Lorient est à un cheveu derrière Pontivy, avec des moyennes respectives de 16,606 et 16,612.
Le prix de l'interprétation de l'air imposé revient au bagadig d'Auray et au bagadig de Lorient. Le prix terroir est remis au bagad Men Ru (gavotte) et au bagad Osismi Speied, qui surprend en présentant une suite fisel alors qu'on aurait pu s'attendre à une suite de gavotte montagne, de la part du seul bagad de la catégorie originaire de ce terroir.
Il faut noter la performance du bagad Men Ru, qui se classe deuxième de sa poule alors qu'il vient de monter en quatrième catégorie, après avoir fini deuxième de la cinquième catégorie en 2016.

### Épreuve d'été
L'épreuve se passe cette année à Saint-Malo, dans le cadre du festival Folklores du monde, le 14 juillet. Le parc des Chênes à Paramé accueille les 12 groupes qualifiés à Pontivy.
C'est le bagadig d'Auray qui est sacré champion de la catégorie, avec une note moyenne de 17,11, suivi par le bagad Osismi Speied, de Spézet (16,9), qui y accède seul pour la première fois à la 3e catégorie, Auray choisissant de rester en 4e.

## Cinquième catégorie
C'est le bagadig Brieg qui remporte ce concours, suivi du bagad de La Richardais. Les deux formations sont invitées à concourir en 4e catégorie en 2018.

## Synthèse des résultats
Légende

### Résultats de la première catégorie
| \| Quimper Cap Caval Alre Roñsed-Mor Pondi Bro Dreger Brieg Kemperle Melinerion Elven St-Nazaire Quic-en-Groigne An Oriant \| Localisation des bagadoù de première catégorie · Quimper compte 3 bagad en première catégorie : · Kemper, Penhars et Meilhoù Glaz. |
| Quimper Cap Caval Alre Roñsed-Mor Pondi Bro Dreger Brieg Kemperle Melinerion Elven St-Nazaire Quic-en-Groigne An Oriant |

| Quimper Cap Caval Alre Roñsed-Mor Pondi Bro Dreger Brieg Kemperle Melinerion Elven St-Nazaire Quic-en-Groigne An Oriant |

### Résultats de la deuxième catégorie
| \| Boulvriag Pañvrid ar Beskont Naoned Plougastell Konk Kerne Landi Bro Landerne Pouldergat Cesson-Sévigné Hiviz Kombrid Beuzeg Bleidi Kamorh \| Localisation des bagadoù de deuxième catégorie. · Le bagad Keriz est situé à Clichy. |
| Boulvriag Pañvrid ar Beskont Naoned Plougastell Konk Kerne Landi Bro Landerne Pouldergat Cesson-Sévigné Hiviz Kombrid Beuzeg Bleidi Kamorh                                                                                            |

| Boulvriag Pañvrid ar Beskont Naoned Plougastell Konk Kerne Landi Bro Landerne Pouldergat Cesson-Sévigné Hiviz Kombrid Beuzeg Bleidi Kamorh |

### Résultats de la troisième catégorie
| \| Glazik Kemper Bro Logunec'h Ploermael Bro An Aberiou Brest Sant Mark Eostiged Ar Menez Le Faouët Kadoudal Sant-Ewan Bubry Montroulez Cap Caval Bro Felger \| Localisation des bagadoù de troisième catégorie |
| Glazik Kemper Bro Logunec'h Ploermael Bro An Aberiou Brest Sant Mark Eostiged Ar Menez Le Faouët Kadoudal Sant-Ewan Bubry Montroulez Cap Caval Bro Felger                                                       |

| Glazik Kemper Bro Logunec'h Ploermael Bro An Aberiou Brest Sant Mark Eostiged Ar Menez Le Faouët Kadoudal Sant-Ewan Bubry Montroulez Cap Caval Bro Felger |